# Cripta y vida
Cripta y vida es el segundo álbum de estudio como solista del músico chileno Pedro Subercaseaux, bajo su alias de «Pedropiedra». Fue lanzado en 2011 bajo el sello independiente Quemasucabeza.

## Lista de canciones
Todas las canciones escritas y compuestas por Pedropiedra, salvo que se indique lo contrario. 
| Cripta y vida |                             |                 |          |  |
| N.º           | Título                      | Escritor(es)    | Duración |  |
| 1.            | «Vacaciones en el más allá» |                 | 3:50     |  |
| 2.            | «La cripta»                 |                 | 3:49     |  |
| 3.            | «De quién»                  |                 | 2:47     |  |
| 4.            | «Uyuyuy»                    |                 | 3:32     |  |
| 5.            | «Occidental»                |                 | 3:46     |  |
| 6.            | «Se fue»                    | Sebastián Silva | 3:12     |  |
| 7.            | «En esta mansión»           |                 | 4:05     |  |
| 8.            | «Zorzal»                    |                 | 3:04     |  |
| 9.            | «Con razón»                 |                 | 3:57     |  |
| 10.           | «Oh oh»                     |                 | 3:17     |  |
| 34:47         |                             |                 |          |  |

## Créditos
Músicos
- Pedropiedra: batería, guitarra, sintetizador, coros, voz, composición.
- Jorge del Campo: bajo, percusión, coros.
- Daniel Riveros y Daniela Aleuy: coros.
- Federico Dannemann: guitarra, arreglos, coros.
- Michel Maluje: piano, órgano, sintetizador.

Otros
- Arturo Medina: grabación en estudios El Ártico, México, D.F.
- Hernán Rojas: mezclas.
- Diego Guerrero: masterización.
- Valentina Silva: diseño.
- Pablo Nuñez